# Haron Adoli
Haron Adoli (* 8. Oktober 1994) ist ein ugandischer Sprinter, der sich auf den 400-Meter-Lauf spezialisiert.

## Sportliche Laufbahn
Erste internationale Erfahrungen sammelte Haron Adoli im Jahr 2019, als er bei den Afrikaspielen in Rabat mit 48,01 s im Halbfinale über 400 Meter ausschied. 2022 schied er bei den Afrikameisterschaften in Port Louis mit 47,91 s ebenfalls im Semifinale über 400 Meter aus und kam im 200-Meter-Lauf mit 21,76 s nicht über die Vorrunde hinaus. Anschließend belegte er bei den Commonwealth Games in Birmingham in 45,62 s den fünften Platz über 400 Meter. 2024 gelangte er bei den Afrikaspielen in Accra mit 46,16 s auf Rang sechs und im Juni belegte er bei den Afrikameisterschaften in Douala in 45,93 s den fünften Platz.
2022 wurde Adoli ugandischer Meister im 400-Meter-Lauf sowie 2023 in der 4-mal-400-Meter-Staffel.

## Persönliche Bestleistungen
- 200 Meter: 21,64 s (+1,4 m/s), 11. Mai 2019 in Kampala
- 400 Meter: 45,6259 s, 18. Juni 2024 in Bilbao